# Temporada 2003-04 da PSL
A Premier Soccer League 2003-2004 foi a 8º edição da Premier Soccer League, principal competição de futebol da África do Sul. A liga teve a participação de 16 clubes.
O Kaizer Chiefs foi o campeão com o Ajax Cape Town segundo. 